# Pyruvatkinas
Pyruvatkinas är ett enzym som ingår i glykolysen. Det katalyserar överföringen av en fosfatgrupp från fosfoenolpyruvat till ADP, vilket ger pyruvat och ATP.